# إيلين اولبرايت
إيلين اولبرايت (بالإنجليزية: Eileen Albright)‏ هي لاعب كرة قاعدة أمريكية، ولدت في 25 مارس 1928، وتوفيت في 9 مايو 2009 في روانوك في الولايات المتحدة.